# Krölpa
Krölpa é um município da Alemanha localizado no distrito de Saale-Orla, estado da Turíngia.

## Demografia
Evolução da população (31 de dezembro):
| - 1900 - - 1950 - - 1990 - - 1995 - 3.722 | - 1998 - 3.361 - 1999 - 3.360 - 2000 - 3.321 - 2001 - 3.274 | - 2002 - 3.215 - 2003 - 3.195 - 2004 - 3.165 |

 Fonte: Thüringer Landesamt für Statistik